# فانك روك
الفانك روك (بالإنجليزية: Funk rock)‏ هو اندماج نوعي موسيقي يمزج مكوّنات من الفانك والروك. يعترف جيمس براون وآخرون بليتل ريتشارد وفرقته "The Upsetters" كأول من أدخلوا مكوّن الفانك على ألحان الروك، ويصرّح كاتب سيرة بأن موسيقاهم «أعطت انطلاقة التحوّل الموسيقي من روك آند رول الخمسينات إلى فانك الستينات».

## مميزات
الفانك روك هو اندماج للفانك والروك. قد تُستعمَل عدّة آلات موسيقية في هذا النّوع، لكن صوته بصفة عامة معروف بإيقاع مميّز بالبيس أو الطّبول وغيتارات كهربائي. إيقاعات البيس والطبول متأثرة بموسيقى الفانك لكن بمزيد من الشدّة الصّوتية، بينما قد تكون الغيتارات متؤثرة بالفانك أو الروك، ويضاف عليها عادة تأثير التشويه الصوتي.